# Dragbike

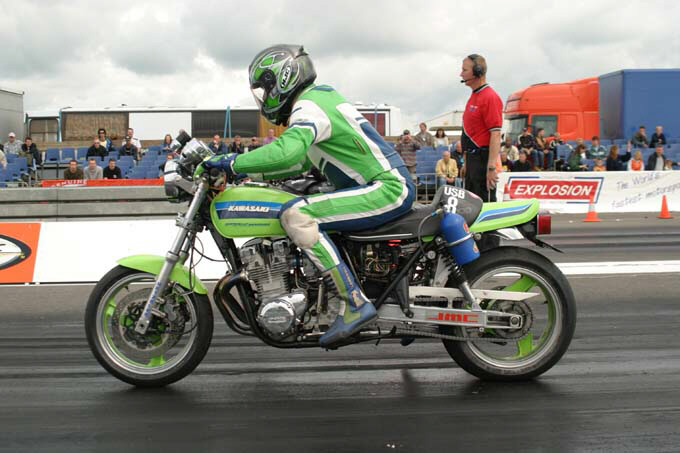

Dragbike är en motorcykel speciellt framtagen för dragracing. Dragracing körs på en asfalterad sträcka som är antingen 402 m (1/4 engelsk mile) eller halva distansen 201 m (1/8 engelsk mile). Dragracingen kom till Sverige 1968. 
Det finns flera svenska förare som tävlar på elitnivå i Europa. På nationell nivå arrangeras tävlingar från Malmö i söder till Piteå i norr. Tävlingarna körs främst på flygfält och fasta anläggningar. Säsongen är intensiv och varar från maj till september. Ofta är tävlingarna samarrangemang med MC, bilar och snöskotrar.
Det nationella förbundet för dragracing med mc är Svenska Motorcykel- och Snöskoterförbundet (Svemo) som organiserar alla som vill träna och tävla med motorcykel och snöskoter. Svemo godkänner banor, skriver regler och försäkrar förare och funktionärer. Förbundet bildades 1935 och består idag av 550 klubbar med tillsammans 125 000 medlemmar över hela Sverige. Övriga grenar är motocross, enduro, speedway, isracing, roadracing, trial, supermoto, minimoto, sidvagn, snöskoter och isbana/backe. För mer info, se www.svemo.se 

## Motorklasser
- Bracket
- Funny Bike
- Pro Stock Bike
- Pro Street Bike
- Super Gas Bike
- Super Twin Bike
- Super Twin Top Gas
- Top Fuel Bike